# Alto Alegre (São Paulo)
Alto Alegre es un municipio brasileño del estado de São Paulo.

## Geografía
Se localiza a una latitud 21º34' Sur y a una longitud 50º09' Oeste. Su población estimada en 2004 era de 3 991 habitantes.
Posee un área de 318,216 km².

### Clima
El clima de Alto Alegre puede ser clasificado como clima tropical de sabana (Aw), de acuerdo con la clasificación climática de Köppen.

### Hidrografía
- Río Feio o Río Aguapeí

### Carreteras
- SP-419

## Demografía
| Población histórica del municipio | Población histórica del municipio | Población histórica del municipio | Población histórica del municipio |
| Año                               | Población                         |                                   | %±                                |
| --------------------------------- | --------------------------------- | --------------------------------- | --------------------------------- |
| 1960                              | 10 304                            |                                   | —                                 |
| 1970                              | 7473                              |                                   | −27,5%                            |
| 1980                              | 6080                              |                                   | −18,6%                            |
| 1991                              | 4787                              |                                   | −21,3%                            |
| 2000                              | 4261                              |                                   | −11,0%                            |
| 2010                              | 4102                              |                                   | −3,7%                             |
| 2022                              | 3841                              |                                   | −6,4%                             |
| [ 6 ] [ 7 ] [ 8 ] [ 9 ]           |                                   |                                   |                                   |

Datos del Censo - 2000
Población total: 4.261
- Urbana: 3.017
- Rural: 1.244
- Hombres: 2.221
- Mujeres: 2.040

Densidad demográfica (hab./km²): 13,39
Mortalidad infantil hasta 1 año (por mil): 12,58
Expectativa de vida (años): 73,08
Tasa de fertilidad (hijos por mujer): 2006,65
Tasa de alfabetización: 86,69%
Índice de Desarrollo Humano (IDH-M): 0,774
- IDH-M Salario: 0,673
- IDH-M Longevidad: 0,801
- IDH-M Educación: 0,848

(Fuente: IPEAFecha)

## Administración
- Prefecto: Ilson Peres Thomé (2009/2012)
- Viceprefecto:
- Presidente de la cámara: (2009/2010)

## Religión
El Cristianismo está presente en la ciudad de la siguiente manera:

### Iglesia Católica
La iglesia católica del municipio forma parte de la Diócesis de Lins.

### Iglesia Protestante
En la ciudad están presentes las más diversas creencias evangélicas, principalmente pentecostales, incluidas las Asambleas de Dios de Brasil (la iglesia evangélica más grande del país), Congregación Cristiana, entre otras. Estas denominaciones están creciendo cada vez más en todo Brasil.